# Trstenik (Peć)
Pour les articles homonymes, voir Trstenik (homonymie).
Trestenik en albanais et Trstenik en serbe latin (en serbe cyrillique : Трстеник) est une localité du Kosovo située dans la commune/municipalité de Pejë/Peć et dans le district de Pejë/Peć. Selon le recensement kosovar de 2011, elle compte 700 habitants.
La localité est également connue sous le nom albanais de Tërstenik.

## Démographie

### Évolution historique de la population dans la localité
| 1948 | 1953 | 1961 | 1971 | 1981 | 1991 | 2011 |
| ---- | ---- | ---- | ---- | ---- | ---- | ---- |
| 472  | 432  | 521  | 673  | 789  | 867  | 700  |

|  |

### Répartition de la population par nationalités (2011)
En 2011, les Albanais représentaient 96,00 % de la population.